# Dasyprocta kalinowskii
Espèce
Statut de conservation UICN

 DD  : Données insuffisantes
Dasyprocta kalinowskii est une espèce de rongeurs de la famille des Dasyproctidae, dont la taxinomie est encore incertaine. C'est une espèce de mammifère terrestre mal connu, vivant jusqu'à 3 000 m d'altitude au Pérou dont l'espèce est endémique. Probablement menacé par la destruction de son habitat, cet agouti constitue aussi un gibier de chasse pour les populations locales.
L'espèce a été décrite pour la première fois en 1897 par le zoologiste britannique Michael Rogers Oldfield Thomas (1858-1929). Elle a été nommée ainsi en hommage au zoologiste polonais Jan Kalinowski (1860-1842). 